# Universo Guará
Universo Guará é uma editora brasileira de quadrinhos fundada em 2018 por Gabriel Wainer e Luciano Cunha. Inicialmente chamada de Guará Entretenimento, a editora surgiu com a intenção de criar um universo ficcional de super-heróis brasileiros, tendo como ponto de partida o personagem O Doutrinador, de Cunha. Após desavenças políticas devido especialmente ao posicionamento de extrema-direita de Cunha, a sociedade foi desfeita e Wainer alterou o nome da editora para Universo Guará.
Wainer, que é neto de Samuel Wainer (fundador do jornal Última Hora) e da escritora Danuza Leão, contratou o quadrinista Rapha Pinheiro para ser coordenador dos projetos da editora após a saída de Cunha.
Entre as principais publicações da Universo Guará estão Santo (roteiro de Alex Mir, arte de Dilacerda e Mateus Manhanini), Pérola (roteiro de Gabriel Wainer e Kika Hamaoui, arte de PJ Kaiowá, cores de Alzir Alves), Kriança Índia (de Rafa Campos) e Almanaque Guará (publicação regular com autores variados), entre diversos outros.
Em 2022, a Universo Guará ganhou o 35º Troféu HQ Mix na categoria de editora do ano, empatada com a Pipoca & Nanquim.
Em 2023, a Universo Guará lançou, em parceria com a produtora Media Bridge o app Funktoon, dedicado à publicação de quadrinhos, webcomics e webtoons. O app possui versões para Android e iOS e, além dos títulos da editora, possui obras de artistas como Laerte Coutinho, André Dahmer, Helô D'Angelo, Carlos Ruas e Guilherme Infante, entre outros. Também há espaço para a publicação de artistas independentes sem custos.